# 村上景親
村上 景親（むらかみ かげちか）は、戦国時代から江戸時代初期にかけての武将。小早川氏・毛利氏家臣。父は能島村上氏当主の村上武吉。

## 生涯
永禄元年（1558年）、能島村上氏当主である村上武吉の次男として生まれる。
天正6年（1578年）の上月城の戦いに出陣し、その後は兄・元吉と行動を共にした。
景親は小早川隆景の下に属し、隆景が九州平定後の天正15年（1587年）に筑前と筑後の大名となると6,000石を与えられて同格おとな役（家老）となり、配下に日野景幸を付けられた。
天正20年（1592年）4月から始まる文禄の役では兄・元吉と共に吉川広家に従って朝鮮に渡海し、同年6月5日の茂渓の戦いでは、孫仁甲が率いる朝鮮軍が、景親が守る茂渓の砦を攻めたが、景親の軍は奮戦して朝鮮軍を撃退した上で追撃し、数百人を討ち取った。その際に景親は負傷したため、輝元は翌6月6日に景親へ書状を送って景親の功を称賛すると共にその負傷を心配した。更に翌6月7日にも書状を送って、恩賞として銀子5枚を与えている。また、穂井田元清も同様に負傷した景親を心配しており、輝元と同じく6月7日に景親へ書状を送り、傷の養生が大切なので傷が痛むのなら、翌日の陣替えで砦に残って養生できるように輝元らに依頼する旨を伝えている。同年12月13日にも攻め寄せた敵軍を撃退し追撃戦で敵を討ち取ったが、この時も景親は負傷して輝元や元清から書状を送られている。
文禄の役における景親の功を知った細川忠興や池田輝政は景親の武勇を見初め、家臣として誘ったが、景親は毛利元就以来の毛利氏の懇情を理由としてこれを辞退した。毛利輝元、小早川隆景、穂井田元清らは景親の忠誠を喜び、今後も聊かの等閑も無い旨を景親へ伝えている。
文禄4年（1595年）に小早川隆景が隠居すると、養嗣子の小早川秀秋の家臣として仕えた。慶長2年（1597年）6月13日に小早川隆景が死去すると小早川氏を辞去して屋代島（周防大島）へと移り住んだところ、輝元の招聘を受けて毛利氏に帰参した。慶長4年（1599年）4月17日に安芸国の蒲刈両島で1,000石の地を与えられた。
慶長5年（1600年）、兄・元吉と共に水軍を率いて蜂須賀氏の所領であった阿波国の猪山城を降伏させた。その後は輝元の命を受けて元吉と分かれ、毛利軍の一員として安濃津城の戦いや大津城の戦いに参加した。関ヶ原の戦いによって毛利氏が防長2ヶ国へ移封となった後は屋代島の内で1,500石を与えられて父・武吉と共に移住し、毛利家御船手組の組頭となった。また、輝元が剃髪して「宗瑞幻庵」と名乗ると、景親も剃髪して「如真」と名乗った。
慶長15年（1610年）2月9日に死去。享年53。嫡男の八助が家督を相続したが、慶長18年（1613年）3月21日に11歳で早世したため、次男の元信が後を継いだ。

## 逸話
- 文禄・慶長の役で捕虜にした朝鮮貴族（両班）の娘を側室とした。
- 景親の初陣の際に父・武吉から笛を贈られており、その笛は現在も続く能島村上氏の子孫に受け継がれて家宝となっている[2]。